# Townstal
Townstal är en stadsdel i Dartmouth, i civil parish Dartmouth, i distriktet South Hams, i grevskapet Devon, i England. Townstall var en civil parish fram till 1891 när blev den en del av Dartmouth. Denna civil parish hade 2 425 invånare år 1881. Byn nämndes i Domedagsboken (Domesday Book) år 1086, och kallades då Dunestal.